# چارلز راندال
چارلز راندال (انگلیسی: Charles Randall؛ 1884 – 27 سپتامبر ۱۹۱۶ (۳۱−۳۲ سال)) بازیکن فوتبال اهل پادشاهی متحد بریتانیای کبیر و ایرلند بود.
از باشگاه‌هایی که در آن بازی کرده‌است می‌توان به باشگاه فوتبال نیوکاسل یونایتد، باشگاه فوتبال هادرزفیلد تاون، و باشگاه فوتبال هادرزفیلد تاون، و باشگاه فوتبال آرسنال اشاره کرد.